# Kałmasz
Kałmasz (ros. Калмаш) – wieś (sieło) w Rosji, w Tatarstanie, w rejonie tukajewskim. W 2010 liczyła 1148 mieszkańców.